# Pontifikale
Ein Pontifikale ist ein liturgischer Buchtyp mit Gebetstexten und Anleitungen für Rituale, die von einem Bischof oder Prälaten durchgeführt oder geleitet werden. Als Ergänzung dazu gibt es in der katholischen Kirche das Caeremoniale Romanum und das Caeremoniale Episcoporum.

## Geschichte

### Überblick
Das Pontifikale des Römischen Ritus entwickelte sich schrittweise zwischen dem 8. und 13. Jh., zum großen Teil außerhalb der Stadt Rom. Es gab lange nicht das Pontifikale, sondern es wurden in der Kirchengeschichte für die Bistümer verschiedene Pontifikalien verfasst.
In historischen Pontifikalien finden sich Anleitungen für die Durchführung der niederen und höheren Weihen und anderer gottesdienstlicher Handlungen durch den Bischof. Diese sind unter anderem: feierliche Profess, Jungfrauenweihe, Aufnahme in den Klerus durch Tonsur, Bestellung von Ostiariern, Akolythen, Lektoren, Exorzisten, Subdiakonen, Diakonen, Priestern, des Bischofs, des Abtes, der Äbtissin, der Konsekration von Kirchen, Altären, Klöstern, Königen (Königskrönung), der heiligen Öle (Salböle) usw.
Viele alte Pontifikalien sind prächtig ausgestaltet und stellen heute antiquarische Kostbarkeiten dar; ein berühmtes Exemplar ist das reich illuminierte Eichstätter Pontifikale Gundekarianum.

### Pontificale Romanum

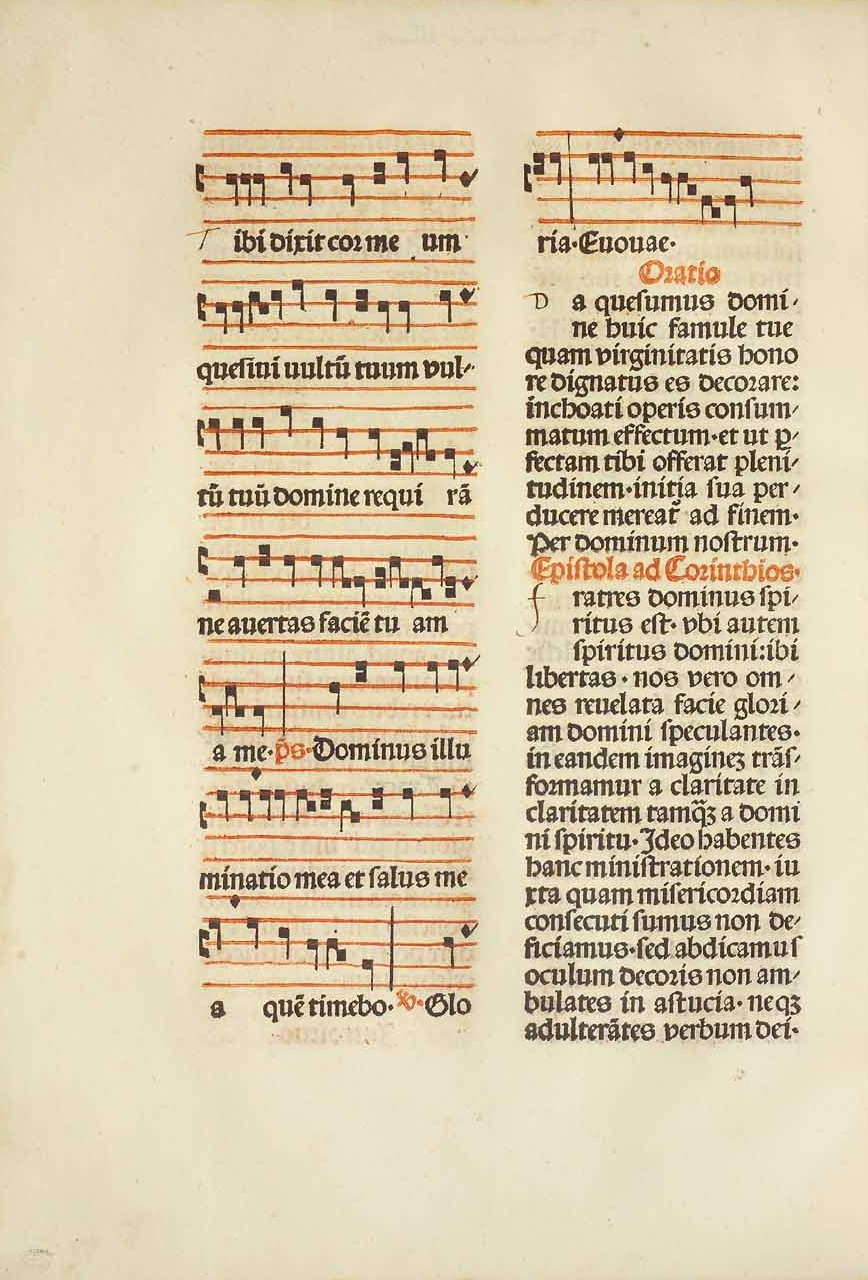
Introitus, Collecta und Beginn der Epistel; Proprium der Äbtissinnen-Benediktion im Pontificale Romanum, gedruckt von Stephan Plannck in Rom, 1485

Grundlage der späteren Pontifikalien ist das um 950/62 in der Mainzer Benediktinerabtei St. Alban zusammengestellte Pontificale Romano-Germanicum (alias Ottonisches Pontifikale), der Texttypus ist in verschiedenen Handschriften unter anderem als Pontifikale von Płock erhalten. Er gelangte nach Rom, wurde dort vereinfacht und mit verschiedenen Fassungen zum Pontificale Romanum saec. XII adaptiert. Für die Bedürfnisse der päpstlichen Kurie in Rom wurde um 1210 unter Papst Innozenz III. ein Pontificale Romanae Curiae saec. XIII zusammengestellt, das bald auch auswärts Verbreitung fand. Da es die Bedürfnisse von Diözesanbischöfen nur unzulänglich berücksichtigte, erarbeitete um 1295 der als Kanonist und Liturgiker ausgewiesene Bischof Wilhelm Durandus von Mende in Frankreich zunächst für den persönlichen Gebrauch, doch mit breiteren Ambitionen, ein eigenes Pontifikale. Wegen seiner Vollständigkeit und Praktikabilität übernahmen es andere Bischöfe; neben dem Kurien-Pontifikale wurde es auch am päpstlichen Hof in Avignon gebraucht (→ Avignonesisches Papsttum). Mit Rückkehr der Päpste nach Rom 1378 gelangte es sodann dorthin und verdrängte das bisherige Kurien-Pontifikale vollständig. Damit wurde das Durandus-Pontifikale zur Vorlage aller späteren Römischen Pontifikalien bis zur Liturgiereform des 2. Vatikanums unter Papst Paul VI.
Der erste Druck eines Pontifikales („Pontificalis liber“) erfolgte unter Papst Innozenz VIII. 1485 durch Agostino Patrizi Piccolomini. Auf seiner Bearbeitung durch Alberto Castellani von 1520 („Pontificale secundum Ritum Sacrosanctae Romane ecclesie“) beruht die erste nachtridentinische Ausgabe des „Pontificale Romanum“ 1595/96 durch Papst Clemens VIII. Sie umfasst drei Bücher. Buch I enthält die Ordinationen und Segnungen von Personen, Buch II die Sachbenediktionen, Buch III beschreibt die wichtigsten bischöflichen Funktionen, die mit dem Liturgischen Jahr verbunden sind. Das 1. und 3. Buch blieben bis zum Zweiten Vatikanum weitgehend unverändert; für die noch von Pius XII. veranlasste Editio typica emendata von 1961/62 wurden freilich außer Gebrauch geratene Formulare, z. B. die Königskrönung und Schwertsegnung, gestrichen. Das 2. Buch (publ. 1961) ließen – noch vor der jüngsten Liturgiereform durch das Zweite Vatikanum – die Päpste Pius XII. und Johannes XXIII. erheblich verändern und vereinfachen.
Für den Gebrauch im Orient, vor allem bei den Thomaschristen, wurde das Römische Pontifikale aus dem Lateinischen in das Syrische übersetzt. Bekannte Handschriften: Vat. syr. 89 von 1529, Vat. syr. 66 von 1545, Vat. syr. 186, 18. Jh., Vat. syr. 600 von 1782, Vat. syr. 512 von 1905.

## Gegenwart
Heute ist das Pontificale Romanum, das in mehrere Bände unterteilt ist, für die Liturgie der bischöflichen Sakramente und sonstigen Feiern im Römischen Ritus verbindlich festlegt. Grundlegend ist jeweils die lateinische Originalfassung, gottesdienstlich gebraucht werden meistens Übertragungen in die jeweilige Landessprachen.
- Pontifikale I, Erstdruck 1989, aktueller Stand 1994: De Ordinatione Episcopi, Presbyterorum et Diaconorum (Weihe des Bischofs, der Priester und der Diakone)
- Pontifikale II, Erstdruck 1970, aktueller Stand 1994:
  - Ordo benedictionis Abbatis et Abbatissae, Die Segnung des Abtes und der Äbtissin
  - Ordo consecrationis virginum, Die Jungfrauenweihe
- Pontifikale III, Erstdruck 1972, aktueller Stand 1994: De institutione Lectorum et Acolythorum, de admissione inter candidatos ad Diaconatum et Presbyteratum, Die Beauftragung der Lektoren und der Akolythen, Die Aufnahme unter die Kandidaten für Diakonat und Priesteramt
- Pontifikale IV:
  - Erstdruck 1977, aktueller Stand 1994: Ordo dedicationis ecclesiae et altaris, Die Weihe der Kirche und des Altares
  - Erstdruck 1971, aktueller Stand 1994: Ordo benedicendi oleum catechumenorum et infirmorum et conficiendi chrisma, Die Segnung des Katechumenenöls und Krankenöls sowie die Weihe des Chrisams